# Проход (Болгария)
Проход (болг. Проход) — село в Болгарии. Находится в Бургасской области, входит в общину Средец. Население составляет 118 человек (2022).

## Политическая ситуация
Проход подчиняется непосредственно общине и не имеет своего кмета.
Кмет (мэр) общины Средец — Тодор Пройков Станчев (Болгарская социалистическая партия (БСП)) по результатам выборов в правление общины.